# Campeonato Mundial de Ciclismo en Pista de 2026
El CXXIII Campeonato Mundial de Ciclismo en Pista se celebrará en Shanghái (China) en el año 2026 bajo la organización de la Unión Ciclista Internacional (UCI) y la Federación China de Ciclismo.